# Pontificia Universidad Lateranense
La Pontificia Universidad Lateranense (Pontificia Università Lateranense) es una universidad pontificia que tiene su sede en la extraterritorialidad vaticana de San Juan de Letrán, en Roma, Italia, y denominada por el papa Juan Pablo II como "La Universidad del Papa".

## Historia
Después de la supresión de la Compañía de Jesús en 1773, el papa Clemente XIV restituyó al clero secular su centro de enseñanza superior, en el Colegio Romano.
En 1824, el papa León XII devolvió a los jesuitas su derecho a la enseñanza, fundándose la Universidad Gregoriana, pero permitió al clero secular continuar dedicándose a la enseñanza superior y le asignó como sede el Palacio de San Apolinar, donde Pío XI fundó la Facultad de Derecho Canónico y de Derecho Civil, así como el Pontificio Instituto Utriusque Iuris. El nuevo instituto asumió el nombre de Ateneo del Pontificio Seminario Romano.

### Edificio
Pío XI otorgó al Ateneo su sede definitiva, junto a la Basílica de San Juan de Letrán, y en 1932 se le asignó como Canciller al cardenal vicario de Roma. Pío XII, en 1958, instituyó el Pontificio Instituto Pastoral. Al año siguiente, Juan XXIII elevó al Ateneo al rango de Universidad y le confirió el nombre de Pontificia Universidad Lateranense.

## Últimos años
Juan Pablo II en 1981 creó en dicha Universidad al Pontificio Instituto Juan Pablo II para Estudios sobre el Matrimonio y la Familia, que tiene la potestad de otorgar títulos de estudio iure proprio. 
La Universidad cuenta con las siguientes Facultades:
Sagrada Teología, Filosofía, Derecho Canónico, Derecho Civil, además de los institutos mencionados y otros que se encuentran fuera de la sede y se hallan ligados a ella.
Fue docente en ella el cardenal Roncalli, que luego sería el papa Juan XXIII. El actual arzobispo de Milán, el cardenal Angelo Scola fue Rector hasta el año 2002, en que fue sustituido por Monseñor Rino Fisichella, obispo auxiliar de Roma, elevado luego a arzobispo en 2008, quien dejó el cargo de Rector en 2010, y fue sustituido por Mons. Enrico Dal Covolo en ese año. 
Los Grandes Cancilleres de la Pontificia Universidad Lateranense, desde 1991 son:
- Camillo Ruini (1 de julio de 1991 - 27 de junio de 2008).
- Agostino Vallini (27 de junio de 2008 - presente).